# František Malota
František Malota (22. prosince 1900, Hulín, Rakousko-Uhersko – 16. září 1984, Gottwaldov, Československo) byl český inženýr, manažer a ředitel Baťových závodů.

## Mládí
Narodil se jako prvorozený syn v rodině řezníka Josefa Maloty, který byl bratrancem Tomáše Bati (jeho matka Marie a matka Tomáše Bati byly sestry). V sedmi letech otec Františka Maloty zemřel a rodina se z Hulína přestěhovala do Pohořelic u Napajedel. Postupně bydlela i ve Zlíně a nakonec v Olomouci, kde dokončil obecnou školu a zapsal se na českou reálku. O prázdninách si přivydělával prací v Baťově továrně ve Zlíně. Jeho studium však přerušil povolávací rozkaz na vojenskou základní službu. Od ledna do podzimu 1918 sloužil postupně v Brně, v Haliči a v Itálii. Po vojně pokračoval v přerušeném studiu a maturitní zkoušku úspěšně absolvoval v červnu 1919. Vzdělání si rozšířil ročním abiturientským kurzem na Obchodní akademii v Olomouci, za finanční podpory Tomáše Bati se mohl v roce 1920 nechat zapsat na Vysokou školu obchodní v Praze, kterou s dobrými výsledky ukončil na podzim 1923 promocí a ziskem titulu inženýra komerčních věd. Po promoci začal hledat zaměstnání, uspěl při pohovoru u Tomáše Bati v prosinci 1923 a 12. ledna 1924 do firmy nastoupil.

## Kariéra
Nejprve začal manuální činností a během krátké doby se vyučil ševcem, poté přešel do exportního oddělení, kde uplatnil své jazykové znalosti angličtiny, francouzštiny, němčiny a ruštiny. Po dvou letech odešel do nákupního oddělení, kde se seznámil s Janem Antonínem Baťou a Josefem Hlavničkou. Nákupy kůží jej zavedly na cesty po celé Evropě a v lednu 1932 dokonce až do Indie, kde se setkal s Tomášem Baťou. Jeho práce vykazovala výborné výsledky, proto byl v prosinci 1932 povýšen na vedoucího nákupního oddělení. O rok později využil nabídky stát se ředitelem baťovské továrny v Hellocourtu ve Francii, kde působil v letech 1934-1936.
Po návratu do Zlína byl přeřazen do exportního oddělení, avšak musel dvakrát v letech 1937 a 1938 odcestovat do Anglie do Tilbury k pobočce firmy Baťa, kde došlo k problémům s hospodařením podniku a se špatnou kvalitou výrobků. Kvalitní práce jej vynesla do nejvyšších kruhů společnosti Baťa a po odchodu Jana Antonína Bati do zahraničí na jaře 1939 byl 14. října 1939 kooptován za člena správní rady. Toto rozhodnutí bylo potvrzeno 27. listopadu 1939 na první valné hromadě konané za okupace. V té době se stal členem užšího vedení firmy a také na něj bylo převedeno 7% akcií firmy Baťa, a. s. Při své práci dohlížel na již nově založené podniky, ale i na budování nových po celé kontinentální Evropě a také se výrazně zapojil do protinacistického odboje. Jménem baťovského vedení jednal od přelomu let 1943-1944 s dr. Vavro Šrobárem a dalšími slovenskými vlastenci, kteří připravovali protiněmecké povstání, a poskytla jim finanční částku přesahující 90 milionů korun. Angažoval se také v pomoci partyzánům v Beskydech a ve Vizovických a v Hostýnských vrších. Jeho činnost však nezůstala utajena, na udání byl třikrát vyšetřován na zlínském gestapu, avšak trestu ušel.

## Po roce 1945
Po osvobození v květnu 1945 byly Baťovy závody převedeny pod národní správu v čele s JUDr. Ivanem Holým na jehož popud byl Malota polovině června 1945 zatčen a tři měsíce držen ve vazbě. Na svobodu se dostal až v září 1945, ale v březnu 1946 byl z Baťových závodů propuštěn. Dva roky marně hledal zaměstnání, až v únoru 1948 nastoupil jako zástupce ředitele Československých závodů sklářských v Praze. V říjnu 1948 mu zlínský Okresní národní výbor konfiskoval polovinu domu a krátce na to v prosinci 1948 byl uvězněn. Soud s představiteli správní rady Baťovských závodů v období války začal v Uherském Hradišti 20. prosince. Po několikadenním jednání byl odsouzen, ale zároveň zproštěn od trestu. V květnu 1951 byl přesunut do sklářského podniku v Železném Brodě, kde jej 19. června 1951 zatkla tajná policie. Po té strávil dva a půl roku ve vazbě v pražské Ruzyni, ve vykonstruovaném procesu s tzv. „baťovskou skupinou“ byl 19. února 1954 odsouzen k šesti letům vězení za velezradu a ke ztrátě majetku. V prosinci byl odvezen z Ruzyně na Jáchymovsko do tábora u Ostrova nad Ohří, kde pracoval na různých stavbách. Počátkem roku 1956 si podal žádost o podmíněné propuštění a koncem července byl podmínečně propuštěn. Vrátil se do tehdejšího Gottwaldova, kde však pro něj, pro bývalého baťovce, nebyla práce a tak musel odjet do Ostravy, kde nastoupil v říjnu 1956 jako plánovač Vítkovických staveb. Na jaře 1958 neprošel politickými prověrkami a byl přeřazen k manuální práci v Moravských chemických závodech v Ostravě-Hrušově. Z chemických závodů odešel v lednu 1961 do penze. V roce 1968 neúspěšně požádal o rehabilitaci a zrušení rozsudku z roku 1954. Zemřel ve zlínské nemocnici 16. září 1984, rehabilitován byl až o deset let později v květnu 1994.